# Huis La Tour d'Auvergne

Wapen van de graven van Auvergne en Boulogne uit het huis la Tour d'Auvergne.

La Tour d'Auvergne was een Frans adellijk huis, waarvan de naam verwijst naar het dorpje La Tour-d'Auvergne (waarvan de naam thans met koppelteken wordt geschreven) in het Franse departement Puy-de-Dôme (regio Auvergne-Rhône-Alpes). Een oudere tak, uitgestorven in 1524, bezat ongeveer kleine halve eeuw lang de titels van graaf van Auvergne en graaf van Boulogne. Een andere tak, uitgestorven in 1802, had de titel van hertog van Bouillon sinds 1594 en die van hertog van Albret en hertog van Château-Thierry sinds 1651.

## Auvergne en Boulogne
Alhoewel er meerdere La Tour's genoemd worden in documenten uit de 11e en 12e eeuw, blijft de geschiedenis onduidelijk tot de 13e eeuw, wanneer zij heer van la Tour in Auvergne zijn. De la Tours hebben nauwe banden met de pausen in Avignon en velen van hen waren bisschop en kardinaal. In 1352 trouwde Guy de la Tour met Marthe van Beaufort, een nicht van paus Gregorius XI. Hun zoon Bertrand IV de la Tour trouwde met Maria I van Auvergne, gravin van Auvergne en van Boulogne. Bertrand V de La Tour erfde op die manier deze beide graafschappen. 
Diens zoon, Bertrand VI de la Tour ruilt in 1477 met koning Lodewijk XI van Frankrijk Boulogne tegen Lauragais .
In Auvergne was Anna de la Tour, gravin van 1501 tot 1524, de laatste uit deze tak van het huis La Tour. 

Wapen van de burggraven van Turenne

## Turenne, Sedan en Bouillon
Ene Bertrand de La Tour d'Auvergne, heer van Olliergues en verschillende andere heerlijkheden, was de stamvader van een andere tak van de familie. Zijn nakomelingen verwierven door huwelijk achtereenvolgens ook het burggraafschap van Turenne, het Vorstendom Sedan en het hertogdom Bouillon. 
Door het huwelijk van Hendrik van Bouillon met Elisabeth van Nassau, dochter van Willem van Oranje, kreeg hun zoon Frederik Maurits de La Tour d'Auvergne (1605-1652) even uitzicht op een rol in de Nederlanden, maar hij keerde terug in Franse dienst. Hij moest in 1651 zijn strategisch belangrijke bezittingen rond Sedan ruilen voor de hertogelijke titels van Albret en Château-Thierry.
Onder de naam Turenne was Frederik Maurits' jongere broer Henri (1611-1675) ongetwijfeld de bekendste vertegenwoordiger van het huis. Hij was Frans legeraanvoerder (met name ook tegen de Nederlanden tijdens de Hollandse Oorlog) en maarschalk van Frankrijk.
Frederik Maurits' zoon, Godfried Maurits de la Tour d'Auvergne, werd de eerste effectief regerende hertog van Bouillon, toen het kleine hertogdom in 1678 door de Fransen veroverd werd op de Spaanse Nederlanden. Na de napoleontische tijd, met het verdrag van Wenen in 1815, kwam Bouillon weer in Nederlandse handen.

## Markiezen van Bergen op Zoom[1]
Godfrieds jongere broer Frederik Maurits II de la Tour d'Auvergne trouwde in 1662 met Henriëtte Francisca van Hohenzollern-Hechingen, die in 1672 van haar moeder de titel van markiezin van Bergen op Zoom erfde. Vanwege de oorlogen met Frankrijk en het feit dat haar man een Franse graaf was (zij het een achterkleinzoon van Willem van Oranje) werd ze pas in 1681 ingehuldigd en nam Willem III van Oranje de functie waar van 1672-1678 en van 1688-1697.
Na haar dood in 1698 werd haar zoon Frans Egon de la Tour d'Auvergne, op 15 december 1675 in Parijs geboren, markies van Bergen op Zoom, wat deze ertoe bracht om tijdens de Spaanse Successieoorlog als veldheer tegen zijn Franse landgenoten te strijden. In 1708, een jaar na zijn huwelijk met Maria Anna van Arenberg, werd hun enige kind geboren, Maria Henriëtte de la Tour d'Auvergne, en twee jaar daarna overleed hij.
Wegens de minderjarigheid van Maria Henriëtte werd haar functie veertien jaar lang door voogden waargenomen (terwijl de Raad van Brabant de oppervoogdij hield): de eerste paar jaar Frederik Maurits' broer Emmanuel-Théodosius, kardinaal van Bouillon, vervolgens twee broers van Frans Egon en ten slotte de moeder van Maria Anna, Maria Enrichetta del Caretto.
In 1722 trouwde ze met Johan Christiaan van Palts-Sulzbach en werd als markiezin ingehuldigd. Na haar dood zes jaar later volgde haar weduwnaar haar in naam op, maar het paar had altijd elders verbleven (vooral in Drogenbos) en verhuisde in 1726 definitief naar Sulzbach in Duitsland. De voogdij over het markiezaat en over hun in 1724 geboren zoon werd waargenomen door Maria Enrichetta, die voornamelijk in haar kastelen te Drogenbos verbleef.
De zoon, Karel Philip Theodoor van Sulzbach, die in 1777 Keurvorst van Beieren zou worden, was van 1742 tot 1795 de laatste markies van Bergen op Zoom. Het is echter twijfelachtig of hij ooit in Bergen op Zoom is geweest, het bestuur over het markiezaat was in 1729 door zijn overgrootmoeder in feite al overgedragen aan de in het markiezenhof gevestigde domeinraad daarvan.